# BK Kenty
BK Kenty (offiziell: Bollklubben Kenty) ist ein schwedischer Sportverein aus Linköping. Der Verein wurde am 10. April 1932 gegründet.

## Abteilungen

### Fußball

#### Herrenfußball
Die Herrenabteilung des BK Kenty kam 1948 in das Finale des schwedischen Pokals, scheiterte aber an der Mannschaft des Råå IF und verlor mit 0:6.
Zurzeit spielt die 1. Herrenmannschaft in der Division 2.

#### Frauenfußball
Die Frauenfußballabteilung des Klubs wurde 1968 begründet.
2003 ging die Abteilung in Linköpings FC ein.
Dieser spielt aktuell in der Damallsvenskan und wurde 2009 zum ersten Mal in ihrer Geschichte schwedischer Meister.

### Bandy
Bandy wird im Winter als Ersatz für Fußball angeboten.

### Eishockey
Die Eishockeyabteilung des Vereins wurde 1946 gegründet und ging 1976 in den Linköpings HC über. Dieser spielt mittlerweile erfolgreich in der Elitserien, der ersten schwedischen Eishockeyliga. BK Kenty selbst spielte in der Saison 1975/76 in der damals noch zweitklassigen Division 1.

### Übriges
Früher verfügte der Verein noch u. a. über eine Tischtennis-, eine Bowling- und eine
Handballabteilung. Diese gingen jedoch nach und nach in andere Vereine über.